# بيرني بول
بيرني بول (بالألمانية: Bernie Paul)‏ (و. 1950  م) هو مغني، ومنتج أسطوانات ألماني، ولد في شفاينفورت.

## وصلات خارجية
- بيرني بول على موقع IMDb (الإنجليزية)
- بيرني بول على موقع ميوزك برينز (الإنجليزية)
- بيرني بول على موقع أول ميوزيك (الإنجليزية)
- بيرني بول على موقع ديسكوغز (الإنجليزية)
- بيرني بول على موقع ديسكوغز (الإنجليزية)
- بيرني بول على موقع ديسكوغز (الإنجليزية)
- بيرني بول على موقع قاعدة بيانات الفيلم (الإنجليزية)
- بيرني بول على موقع كينوبويسك (الروسية)

- بيرني بول في قاعدة بيانات الأفلام على الإنترنت